# Brievengat
Brievengat (ˈbri.və(ŋ).ˌɣɑt) – dzielnica (wijk) oraz osada (buurt) miasta Willemstad, w dystrykcie Willemstad, w kraju autonomicznym Curaçao, należącym do Holandii, w Ameryce Południowej. 20 października 2023 r. liczyła 4677 mieszkańców. Znajduje się ok. 6 km na północ od centrum i ok. 15 na wschód od portu lotniczego Curaçao.

## Osady
W skład dzielnicy wchodzą dwie osady (buurt):
| Lp. | Nazwa      | Powierzchnia km² | Liczba mieszkańców |
| --- | ---------- | ---------------- | ------------------ |
| 1.  | Brievengat | 0,86             | 3583               |
| 2.  | Schelpwijk | 4,07             | 1094               |